# Schijn (honkbal)
Schijn, in het internationale honkbal bekend als balk, is een verzamelbegrip binnen het honkbal dat een aantal verschillende onreglementaire handelingen door de werper omvat in een spelsituatie waarbij er een of meerdere lopers van de tegenpartij op de honken staan.

## Werpen
Het is de bedoeling dat de werper zijn worpen op een dusdanige wijze uitvoert, dat de tegenpartij – zowel de slagman als ook de speler of spelers die op de honken staan – niet in verwarring wordt gebracht. Indien dit toch gebeurt is er sprake van schijn. De onderstaande varianten zijn conform de reglementen van de honkbalbond en de internationale federaties niet toegestaan.

### Varianten
- Wanneer de werper de schijn wekt te gaan gooien terwijl hij in contact is met de plaat en hiertoe enige vorm van werpbeweging inzet, maar vervolgens de worp niet uitvoert.
- Als een werper zijn vrije voet achter de achterzijde van de werpplaat beweegt is hij gehouden naar de slagman te gooien. Schijn is dit in alle gevallen, behalve wanneer hij probeert een aangooi naar het tweede honk te doen om de honkloper uit te maken.
- Als de werper terwijl hij in contact is met de werpplaat net doet alsof hij naar het eerste honk wil gooien om daar een loper uit te krijgen, maar uiteindelijk de aangooi niet uitvoert.
- Als de werper terwijl hij in contact is met de werpplaat geen stap doet die rechtstreeks in de richting is van het honk waar hij naar toegooit. Ook als een werper met zijn vrije voet zwaait of draait zonder een echte stap te doen, is dit schijn. Een werper dient rechtstreeks naar het honk te stappen voordat hij ernaartoe gooit. De werper is niet verplicht om te gooien omdat hij een stap zet (behalve naar het eerste en derde honk). Met lopers op het eerste en derde honk is het de werper niet langer toegestaan om een stap te doen in de richting van het derde honk en niet te gooien. Het is namelijk verplicht een worp te maken naar het derde honk, zoals ook een worp naar het eerste honk te allen tijde moet worden gemaakt. Als er een loper op het eerste honk staat, mag de werper wel een volledige draai zonder stoppen maken via het eerste honk en dan naar het tweede honk gooien. Dat honk wordt dan niet als onbezet gezien en de handeling niet als schijn.
- Als de werper, terwijl hij in contact staat met de plaat, gooit of doet alsof hij gooit naar een op dat moment onbezet honk, zonder dat de spelsituatie dat vereist.
- Als de werper een onreglementaire worp uitvoert wordt deze als schijn beoordeeld indien deze zo snel wordt uitgevoerd, dat de slagman geen redelijke kans heeft gehad zich in de slagzone hier op voor te bereiden en klaar te staan. Als er honklopers zijn is dit schijn, zonder honklopers is de beoordeling "wijd". Een snelle worp is niet toegestaan in verband met de gevaarlijkheid ervan.
- Als de werper de bal naar de slagman gooit terwijl de werper met zijn gezicht van de slagman afgekeerd staat. De slagman kan zich dan niet anticiperend opstellen, omdat de werper volgens hem de honken in de gaten houdt om stelen te voorkomen.
- Als de werper een beweging maakt die aangemerkt kan worden als samengaand of inzetten voor een worp, terwijl hij op dat moment niet in contact staat met de werpplaat.
- Als de werper het spel onnodig vertraagt en hiervoor reeds een waarschuwing heeft ontvangen. Het gaat hier specifiek om het verbod om een wedstrijd opzettelijk te vertragen door naar veldspelers te gooien zonder dat dit een poging is om een loper uit te maken.
- Als de werper, of hij nu wel of niet op de werpplaat staat, doet alsof hij gaat gooien terwijl hij niet in het bezit is van de bal.
- Als de werper de bal plotseling loslaat met een of beide handen terwijl hij al een reglementaire werphouding heeft aangenomen. Dit geldt niet tijdens het werpen of tijdens een aangooi naar een van de honken.
- Als de werper de bal per ongeluk of expres laat vallen terwijl hij in contact is met de werpplaat.
- Als de werper bezig is met een opzettelijke vier wijd-actie aan een slagman, maar opeens slag gaat gooien terwijl zijn achtervanger zich niet langer in het vanggedeelte achter de slagplaat bevindt.
- Als een werper de bal vanuit ene vaste stand werpt zonder dat hij volledig heeft stilgestaan in de ruststand.
- Als een werper wijdbeens over de werpplaat staat zonder dat hij de bal in zijn bezit heeft. Dit wordt als poging tot misleiding beschouwd.

## Strafbepaling
De straf voor de overtreding schijn is het stilleggen van het spel (de bal is dan dood) en elke honkloper moet één honk opschuiven. Deze bepaling geldt niet als de slagman het eerste honk bereikt op een honkslag, vier wijd, een fout, de slagman geraakt is door de geworpen bal of anderszins en elke honkloper ten minste één honk opschuift. In dit geval vindt het spel gewoon doorgang.

## Officiële beslissingen
Als een werper schijn begaat en vervolgens een wilde worp gooit, ofwel richting de thuisplaat, ofwel richting een honk, mogen de honklopers op eigen risico verder gaan dan het honk waarop ze, uit hoofde van de beslissing van de scheidsrechter dat dit schijn is, reeds recht hebben. Als een loper het eerstvolgende honk waarop hij recht heeft mist en op een appel ertegen wordt uitgegeven, moet er voor de toepassing van de regel van worden uitgegaan dat hij een honk was opgeschoven.

## Beoordeling van schijn
De scheidsrechter dient bij beoordeling of een situatie schijn is immer de hoofdafweging maken of de werper opzettelijk de honkloper heeft misleid. Bij twijfel is de bedoeling van de werper in het oordeel van de scheidsrechter doorslaggevend voor de beslissing.